# Dózsamajor (Ikrény)
Dózsamajor a Győr-Moson-Sopron vármegyei Ikrény külterületi lakott helye a Rábca jobb partján, 2011-ben 13 lakossal. A 19. század végén Szentkeresztpuszta néven alapították, a 20. századra jelentős uradalom, majd a század második felében állami gazdaság, illetve az ott dolgozók lakhelye volt. A mezőgazdasági tevékenység 1990-es évekbeli megszűnésével gazdasági jelentősége és lakosságszáma egyaránt hanyatlásnak indult.

## Fekvése
Dózsamajor a Csornai-sík kistáján, a Rábca jobb partján, a Kepés–Lesvári-csatorna torkolatánál fekszik. Ikrény központjától légvonalban 2,5 kilométerre észak-északkeletre található, a közeli 85-ös főútról egy kb. 1 kilométeres földúton közelíthető meg. A települést érintő autóbuszjáratok: 7055, 7056, 7058, 7059, 7060, 7061, 7063, 7065, 7069, 7070, 7071, 7072, 7073, 7074, 7075, 7080, 7105.

## Története

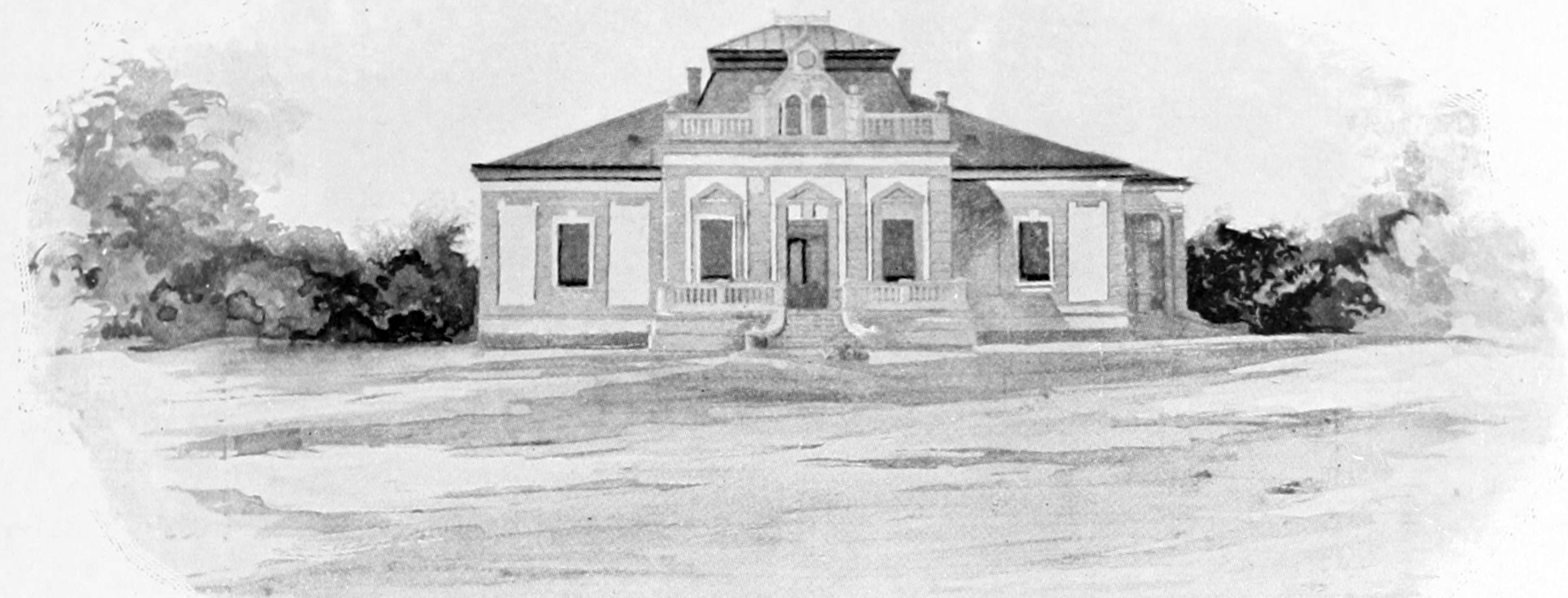
A szentkeresztpusztai Szodfridt-uradalom kúriája a 20. század elején

Dózsamajort még Szentkeresztpuszta néven Szodfridt József, későbbi Győr vármegyei főispán alakította ki az 1890-es években az akkor Abdához tartozó határban. A 460 (később 360) holdas uradalomban lovat, szarvasmarhát és hízósertést tartottak, napi 350 liter tejjel látták el Győr lakosságát. A szántókon takarmányt és vetőmagot, az uradalmi szőlőtelepen rizling és saszla borszőlőt termesztettek, ezek mellett a majorságban tégla- és tetőcserépgyár is működött. Szentkeresztpusztát 1907-től Abda külterületi lakott helyeként tartották nyilván. 1952-ben az egykori uradalmat Dózsamajorra keresztelték át, 1971-ben pedig az 51 fős külterületi lakott helyet Ikrényhez csatolták.
A Kisalföldi Állami Gazdaság műtrágyatárolója és sertéstelepe működött Dózsamajoron, amelyek az 1990-es évek elején bezártak. Az egykori cselédházakat 1994-ben kilenc roma család, huszonkét, javarészt munkanélküli ember lakta. A megélhetési problémák mellett a dózsamajori lakosoknak gondot okozott az omladozó épületek állapota, az egészséges ivóvíz hiánya és a házak tisztázatlan tulajdonjogi viszonyai. A 2000-es években némileg javult az itt élők sorsa, a bíróság elismerte lakhatási jogukat, és a területet felvásárló osztrák vállalkozó akarata ellenére kilakoltatásukra nem került sor. A 2011-es népszámlálás adatai alapján Dózsamajor lakónépessége 13 fő volt.

## Nevezetességei
A Kepés–Lesvári-csatornán a 20. század elején épült, 1958-ban gőzüzeműből elektromossá alakított szivattyútelep épületében Lesvári Múzeum néven vízügyi műszaki múzeum működik. 1995-ben még állt az egykori Szodfridt-kúria, de azóta az épületet lebontották.